# Monellina
La monellina è una proteina dolce che è stata scoperta nel 1969 nel frutto di un arbusto dell'Africa occidentale, Dioscoreophyllum cumminsii, conosciuto con il nome bacca della serendipità; all'inizio era stata considerata un carboidrato. È stata chiamata così nel 1972 dalla denominazione del Monell Chemical Senses Center di Filadelfia (Pennsylvania), USA, dove è stata isolata e classificata.

## Composizione della proteina
Le proteine dolcificanti scoperte sono: Monellina (1969), Taumatina (1972), Pentadina (1989), Mabinlina (1983) e Brazzeina (1994).
Il peso molecolare è 10.7 kDa. Ha due catene associate di polipeptidi noncovalenti: una catena A con sequenza di amminoacidi residui 44, e una catena B con 50 residui.

Monellina catena A (44 AA): 

REIKGYEYQL YVYASDKLFR ADISEDYKTR GRKLLRFNGP VPPP

Monellina catena B (50 AA): 

GEWEIIDIGP FTQNLGKFAV DEENKIGQYG RLTFNKVIRP CMKKTIYEEN

Sequenza di amminoacidi della proteina Monellina adattata al Swiss-Prot biological database of protein.
La Monellina ha una struttura secondaria consistente in 5 filoni beta che formano un foglio beta antiparallelo e 17 eliche residue alpha.
Nella forma naturale, è composta da due catene (A e B, di 44 e 50 amminoacidi), ma non è stabile alle alte temperature o agli ambienti fortemente acidi. To enhance its stability, single-chain monellin proteins were created in which the two natural chains are joined via a Gly-Phe dipeptide linker. Questa modificazione della proteina (MNEI) è stata studiata usando NMR e raggi X.
L'immagine della proteina mostra la struttura ai raggi X con risoluzione 1.15 ångström. The high resolution used to obtain the structure provided a more detailed look at monellin and its properties than previously possible.
In aggiunta alla struttura secondaria, quattro legami ionici stabili sono disposti sulla proteina, tre sulla faccia concava e uno sulla faccia convessa. The sulfate ion on the convex face of the protein is of particular interest because it lies adjacent to a patch of positive surface potential, which may be important in electrostatic interactions with the negative T1R2-T1R3 sweet taste protein receptor.

## Proprietà dolcificanti
La monellina è percepita di sapore dolce dall'uomo e da alcuni primati, ma non dagli altri mammiferi. È stato riportato che è 1.500 – 2.000 volte più dolce di una soluzione al 7% di saccarosio, in base al peso.
 Ha un lento onset e un retrogusto prolungato. La dolcezza della monellina è pH-dipendente; è priva di gusto sotto pH 2 e sopra pH 9. Il calore, oltre i 50° a un pH basso, denatura la monellina causando una riduzione della dolcezza.

## Uso come dolcificante
La monellina può essere usata come dolcificante in alcuni cibi e bevande poiché è prontamente solubile in acqua per le sue proprietà idrofile. Però ha delle limitazioni perché si denatura alle alte temperature rendendola inadatta per i cibi elaborati. Può essere importante come dolcificante non carboidrato, specialmente per i soggetti diabetici che devono controllare il loro consumo di zuccheri. Però la monellina si estrae dal frutto con un alto costo, e la pianta è difficile da coltivare. Quindi la produzione alternativa, come la sintesi chimica e con i microrganismi, è allo studio. Ad esempio, è stata prodotta con successo dal lievito di Candida utilis e sintetizzata con metodo solid-phase.
La monellina sintetizzata dal lievito è stata calcolata essere 4.000 volte più dolce del saccarosio, comparata con una soluzione allo 0,6 %. 
Questioni legali sono il principale ostacolo nella diffusione come dolcificante poiché la monellina non ha status legale nell'Unione europea e negli USA. È approvata in Giappone come additivo innocuo (JETRO).